# Natravn
Natravn (Caprimulgus europaeus) er en fugl i ordenen af natravne, der er udbredt i Europa, Nordafrika og dele af Asien. Den yngler f.eks. i skovlysninger eller på heder med spredt bevoksning, hvor den ligesom flagermus jager insekter i skumringen.
I Danmark er arten en fåtallig yngletrækfugl og findes især i fyrreskov på sandet bund. Natravnen har en karakteristisk spindende stemme, der kan høres ved tusmørketid. De danske fugle overvintrer i det sydlige og østlige Afrika.

## Udseende
Natravn er en 28 centimeter stor, langstrakt fugl med et vingefang på omkring 57 centimeter. Den ses sjældent om dagen, hvor den typisk sidder passivt på langs af en gren, godt camoufleret af sin brun- og gulspættede grå fjerdragt. I tusmørket omkring skumring og dæmring kan den ses som en falkeagtig silhuet mod himlen, når den jager insekter på samme vis som en svale. Benene er meget korte, næbbet er stort og bredt, og øjnene er store med brun iris. Undersiden er svagt tværstribet.
Kønnene er ens bortset fra hannens hvide pletter på de yderste svingfjer i vingen og de yderste styrefjer i halen. Natravn kan i flugten minde om en lille falk eller gøg.

## Stemme
Natravnen har en snurrende eller spindende stemme, der i Danmark høres efter solnedgang fra maj til begyndelsen af august. Den begynder som regel at spinde på det tidspunkt, hvor fugle som rødhals, solsort og sangdrossel stopper deres sang. Den høres også ved dæmringen om morgenen.
Hannens knarrende stemme kan beskrives som en op til fem minutter lang gentagelse af to motiver: drrrrrrrrrrrr-rhurrr, hvor første motiv varer cirka fem sekunder og det andet mere lavmælte motiv knap et sekund. Sangen fremføres som regel på skift mellem toppen af tre-fire forskellige træer. Stemmen kan høres via henvisningen nedenfor.
Udover den spindende stemme høres også et kvækkende kry-it og et gu-gu-gu, der ofte i flugten ledsages af højlydte vingeklask over ryggen.

## Udbredelse
Natravn er udbredt i alle europæiske lande (bortset fra Island), i det nordvestlige Afrika og langt ind i Asien mod øst til Mongoliet. I Norden findes den foruden i Danmark også i det sydligste Norge og de sydlige tredjedele af Sverige og Finland.
I Danmark er arten en fåtallig yngletrækfugl fra midten af maj til september. Den yngler især i Vest- og Nordjylland og var tidligere (i 1800-tallet) en almindelig ynglefugl på heden. I takt med hedens opdyrkning har den tilpasset sig lysninger i unge nåletræsplantager, f.eks. på sandet bund i fyrreskov. I resten af landet findes arten bl.a. fåtalligt i Nordsjælland i Tisvilde Hegn og Grib Skov samt i Paradisbakkerne på Bornholm. I 2011 blev bestanden estimeret til 490-530 ynglepar.

## Ynglebiologi
I begyndelsen af juni lægges som regel to æg med halvanden eller to døgns mellemrum direkte på jorden, f.eks. mellem kvas og løse grene i en lysning. De ruges hovedsageligt af hunnen i cirka 18 dage. Når ungerne er 13-17 dage gamle, kan hunnen overlade dem til hannens pasning, idet hun lægger et nyt kuld æg, der udruges af hende alene. Ungerne kan flyve efter tre uger og forlader redestedet efter cirka en måned.
Fra slutningen af juli til slutningen af september begynder de danske ynglefugle trækket mod tropisk Østafrika og det sydlige Afrika. Trækfugle nordfra kan passere landet indtil begyndelsen af oktober.